# Бийско-Чумышская возвышенность
Би́йско-Чумы́шская возвы́шенность — возвышенность на юге Западной Сибири. Западная и южная границы проходят по руслам рек Оби и Бии, на северо-востоке возвышенность ограничивает р. Чумыш. Длина около 250 км, ширина — до 400—450 км, абсолютные высоты достигают 400 м.

## Рельеф
Данная территория имеет характер волнистой равнины, высота которой постепенно увеличивается от 280—300 м на севере до 350—400 м на юге. Возвышенность сильно расчленена густой эрозионной сетью — оврагами и балками. Водораздельные участки представляют собой отдельные узкие увалы, вытянутые на северо-восток между хорошо развитыми крупными балками и долинами, имеющими ширину до 1—3 км и глубину 60—80 м.
Южная часть возвышенности отличаются меньшей расчленённостью, что связано с более низкими высотами, лишь на крайнем юго-востоке, при приближении к Салаирскому кряжу абсолютные высоты возрастают до 400 м, а Бийско-Чумышская возвышенность приобретает некоторое сходство с предгорьями, приобретая сопочный рельеф.

## Геологическое строение
В основании Бийско-Чумышской возвышенности залегают каледонские складчатые структуры, окаймляющие Барнаульскую глыбу в виде восточной ветви. Эти же структуры слагают Салаирский антиклинорий. На Салаирскую ветвь каледонид наложены более молодые герцинские структуры.
Наиболее древними из рыхлых отложений являются юрские осаждения, представленные аргиллитами, алевролитами, песчаниками и конгломератами. Конгломераты состоят в основном из обломков осадочных пород — серцито-глинистых, серцито-хлоритовых, кварцито-глинистых сланцев. В меньшем количестве присутствуют обломки известняка, кварца, кварцитов, кварцевых песчаников, ещё реже встречаются обломки порфира.

## Климат
Территория возвышенности по сравнению со степью, отличается большим количеством осадков и большей высотой снежного покрова, более холодной зимой и меньшими суммами положительных температур. В связи с этим здесь складываются более благоприятные условия увлажнения. По сравнению с Приобским плато, Бийско-Чумышская возвышенность характеризуется более редкими засухами, хотя здесь в большинстве районов выпадает за год примерно столько же осадков, сколько в степных приобских районах левобережья. В северной части осадков выпадает меньше 400 мм, в средней — свыше 400 мм и только на юге больше 500 мм.
Благодаря сравнительно низкой температуре и высокой относительной влажности воздуха, а также большой повторяемости облачной и безветренной погоды в тёплое время года, здесь даже при равных количествах осадков запасы продуктивной влаги достаточны для развития лесостепной растительности.
Большую роль в режиме увлажнения играют снеговые воды. За холодный период выпадает 100—150 мм осадков и образуется снежный покров средней высотой до 60 см.

## Реки и озёра
На Бийско-Чумышской возвышенности протекают такие крупные реки как Чумыш, Большая Лосиха, Каменка, Большая Речка, Чемровка, Бехтемир, Повалиха, Тогул, Аламбай, берёт начало река Чесноковка. Источниками питания рек служат талые воды снегов, сезонные дожди и грунтовые воды. Для данных рек за счёт таяния зимних снегов формируется 60—80 % стока, дождевого питания 5—15 %, грунтового 15—25 %.
Половодье этих рек высокое, продолжается 2—2,5 месяца (с конца марта до середины — конца мая). Паводки наблюдаются чаще всего в июле и в октябре. Характерная черта ледового режима рек — устойчивый продолжительный ледостав.